# Christian Michalak
Christian Michalak (* 8. Dezember 1976 in Herne) ist ein deutscher Schauspieler, Synchronsprecher und Sänger.

## Leben
Nach dem Abitur am Gymnasium Eickel im Jahr 1996 verbrachte Christian Michalak ein Jahr in London. Dort nahm er unter anderem Schauspielunterricht und war Mitglied des Jugendtheaters Young Pleasance, mit dem er beim Edinburgh Fringe Festival in Tim Nortons Musical The Lightning Man auftrat. 1999 absolvierte er ein Praktikum in den Bereichen Schauspiel, Regie und Bühnentechnik am 13th Street Repertory Theatre in New York City. Außerdem nahm er dort Schauspielunterricht am HB Studio, einer Schauspielschule, die von Herbert Berghof und Uta Hagen gegründet wurde. 2004 wurde Christian Michalak für Bündnis 90/Die Grünen in die Bezirksvertretung des Stadtbezirks Bochum-Mitte gewählt. Dort war er bis 2009 zweiter stellvertretender Bezirksbürgermeister. 2005 wurde er Direktkandidat im Bundestagswahlkreis Herne – Bochum II für Bündnis 90/Die Grünen. 2009 wurde Christian Michalak in den Rat der Stadt Bochum gewählt, schied allerdings nach wenigen Monaten wieder aus, um von 2010 bis 2012 seine Ausbildung in Schauspiel, Sprechen und Gesang an der Stage School Hamburg zu absolvieren. Seit 2010 ist Christian Michalak als Schauspieler, (Synchron-)Sprecher und Sänger tätig. Von 2017 bis 2019 unterrichtete er Synchronsprechen an der Bochumer Niederlassung der Akademie Deutsche POP. Seit 2022 arbeitet Christian Michalak als freiberuflicher Nachrichtensprecher beim Deutschlandfunk in Köln.

## Fernsehen
- 2015: Off-Stimme eines TV-Beitrags in der Verbrauchersendung Die Reisechecker mit Joachim Llambi (RTL)
- 2015–2018: Verschiedene Auftritte in Einspielfilmen der Satire-Sendung Mann, Sieber![4][5][6] (ZDF)
- 2016: Off-Stimme eines TV-Beitrags in der Verbrauchersendung Der nächste bitte! Mirjas Sprechstunde mit Mirja Boes (RTL)
- 2016: Off-Stimme mehrerer TV-Beiträge in der Satire-Sendung Mann, Sieber! mit Tobias Mann und Christoph Sieber (ZDF)
- 2018: Episodenrolle in einem Einspielfilm der Comedy-Sendung True Story[7] (VOX)
- 2018: Episodenrollen in zwei Einspielfilmen der Comedy-Sendung Leider lustig mit Marti Fischer (KIKA)[8]
- 2018: Voice-Over in der TV-Dokumentation Bloß keine Tochter! (Arte)
- 2019: Voice-Over in der Spiegel-TV-Dokumentation So wird ein Sommer unvergesslich: die Trends 2019 (Kabel Eins)
- 2021: Voice-Over / Deutsche Stimme von Jason Silva in Staffel 7 der Wissenschafts-Serie Brain Games (Disney+)
- seit 2019: Voice-Over in verschiedenen Tier-Dokus, unter anderem Staffel 1 von New Kids in the Wild aus der Serie Love Nature (Sky Deutschland)

## Synchron (Auswahl)
- 2017: Deutsche Stimme von Jonny Sweet als Ewan Fox in der Netflix-Serie Loaded[9]
- 2017: Deutsche Stimme von Robinson Stévenin in der Netflix-Serie La Mante[9]
- 2018: Deutsche Stimme von Joseph Mawle als Odysseus in der Netflix-Serie Troja – Untergang einer Stadt[9]
- 2020: Deutsche Stimme von Chris Payne Gilbert als Dr. David Myers in der Liebeskomödie Beauty in the Broken auf Amazon Prime Video[10]
- 2021: Deutsche Stimme von Jordan Waller als Norman in der Horror-Komödie Two Heads Creek

## Film
- 2017: Ansichtssache (Kurzfilm)[11]
- 2018: Samuel im Mystery-Thriller All Eyes on You von Felix Maxim Eller[12]

## Hörbücher
- 2020: Sprecher des Hörbuchs Ikigai – Gesund und glücklich hundert werden von Héctor García und Francesc Miralles[13]
- 2021: Ryan Miller im Hörbuch Hin und weg verliebt – Alaska wider Willen von Ellen McCoy[14]
- 2021: Ivan Romanovic in der Hörbuch-Serie Black Heart von Kim Leopold, Folgen 3, 7 und 8[15]

## Hörspiele (Auswahl)
- 2011: Nebenrolle in Tod + Teufel auf St. Pauli, unter anderem mit Marc Bator, Patrick Bach und Lilo Wanders[16]
- 2012: Rolle des Dr. van Weyden in Zombies in der Silvesternacht[17]
- 2017: Rolle des Arty Morty in Paul Burghardts Hörspielserie Wayne McLair, Folgen 2-14[18]
- 2020: Banks – Drogenkrieg in Kolumbien 2: In der Höhle des Löwen[19]
- 2020: Freund von Ann in Geister-Schocker – 86 – Der Hexer mit den roten Augen[20]